# Cam Abbott
Cameron "Cam" Abbott, född 24 oktober 1983 i Sarnia, Ontario, är en kanadensisk ishockeytränare och före detta ishockeyspelare (forward), som för närvarande är tränare för Rögle BK.

## Karriär

### Som spelare
Cam började spela ishockey i Lambton Lightning tillsammans med sin tvillingbror Christen "Chris" Abbott (som är några minuter yngre) och har sen dess följts åt under sina karriärer, fram tills 2015. Han började sin karriär i WOJCHL med Sarnia Blast 2001/2002. 
Cam och hans tvillingbror Chris valde då att pröva lyckan i Europa, i norska GET-ligaen med laget Frisk Asker. Där gjorde de succé; Cam gjorde 65 poäng (35+30) på 42 matcher. Detta ledde till att Rögle BK fick syn på dem och värvade båda tvillingarna till Sveriges högsta liga Elitserien. Där Cam och Chris kom 1:a respektive 2:a i den interna poängligan.
2009-2011 samt 2012-2015 spelade tvillingarna Abbott tillsammans i Luleå HF. Under en kvartsfinalsmatch mot Frölunda HC i SHL-slutspelet 2014/2015, drabbades Cam av en hjärnskakning, som ledde till att han fick sluta sin hockeykarriär.

### Som tränare
Från och med säsongen 2016/2017 blir Cam Abbott huvudtränare för Växjö Lakers HC:s J20-lag.
Tränare för Rögle BK 2017/2018-2019/2020

## Meriter
- Champions Hockey League - Mästare 2015
- Elitserien - SM-silver 2013
- European Trophy - Mästare 2012
- Norska ligan - Mest mål 2008
- Central Hockey League (USA) - Rookie of the Year 2007
- NCAA (ECAC) - Mästare 2005
- NCAA (ECAC) - Mästare 2003

## Klubbar
- Sarnia Blast 2001 - 2002 WOJCHL
- Cornell Big Red 2002 - 2006 NCAA
- Bossier-Shreveport Mudbugs 2006 - 2007 CHL
- Stockton Thunder 2006 - 2007 ECHL
- Long Beach Ice Dogs 2006 - 2007 ECHL
- Frisk Asker 2007 - 2008 Norska ligan
- Rögle BK 2008 - 2009 Elitserien
- Luleå HF 2009 – 2015 Elitserien